# Strange Tales (antologia di racconti)
Strange Tales è un'antologia di racconti fantasy e horror curata da Rosalie Parker. È stata pubblicata da Tartarus Press nel dicembre del 2003. Ha vinto nel 2004 il World Fantasy Award per la migliore antologia.

## Contenuti
- Prefazione (Strange Tales), di Rosalie Parker
- Cousin X, di Quentin S. Crisp
- Meannanaich, di Anne-Sylvie Salzman
- Number 18, di David Rix
- The Maker of Fine Instruments, di Brendan Connell
- The Itchy Skin of Creepy Aplomb, di Rhys Hughes
- The Descent of the Fire, di Mark Valentine and John Howard
- The Self-Eater, di Adam Daly
- Grand Hotel, di William Charlton
- Shelter Belt, di Dale J. Nelson
- Mr Manpferdit, di Tina Rath
- Terminus, di Nina Allan
- Between the Dead Men and the Blind, di L. H. Maynard and M. P. N. Sims
- From Lydia with Love and Laughter, di John Gaskin
- Eye of the Storm, di Don Tumasonis
- Author Biographies (Strange Tales), di autore ignoto